# Scare Away the Dark
Scare Away the Dark is een nummer van de Britse singer-songwriter Passenger uit 2014. Het is de tweede single van zijn vijfde studioalbum Whispers.
In "Scare Away the Dark" uit Passenger kritiek op de obsessie die mensen hebben met de moderne technologie, zoals internet. Het nummer flopte in het Verenigd Koninkrijk, maar werd wel een klein succesje in Nederland, waar het de 8e positie haalde in de Tipparade. In Vlaanderen kwam het tot de 23e positie in de Tipparade.